# خورشیدگرفتگی ۴ ژانویه ۲۰۱۱
خورشیدگرفتگی ۴ ژانویه ۲۰۱۱ (به انگلیسی: Solar eclipse of January 4, 2011) یک خورشیدگرفتگی از نوع خورشیدگرفتگی جزئی است. این خورشیدگرفتگی در تاریخ ۴ ژانویه ۲۰۱۱ میلادی (‎۱۴ دی ۱۳۸۹ خورشیدی) روی داد که زمان اوج آن، ساعت ۸:۵۱:۴۲ به‌وقت ساعت هماهنگ جهانی بوده‌است.

## نگارخانه

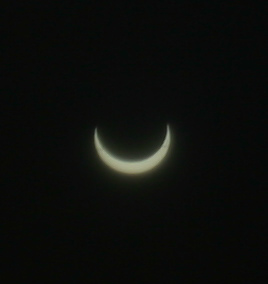
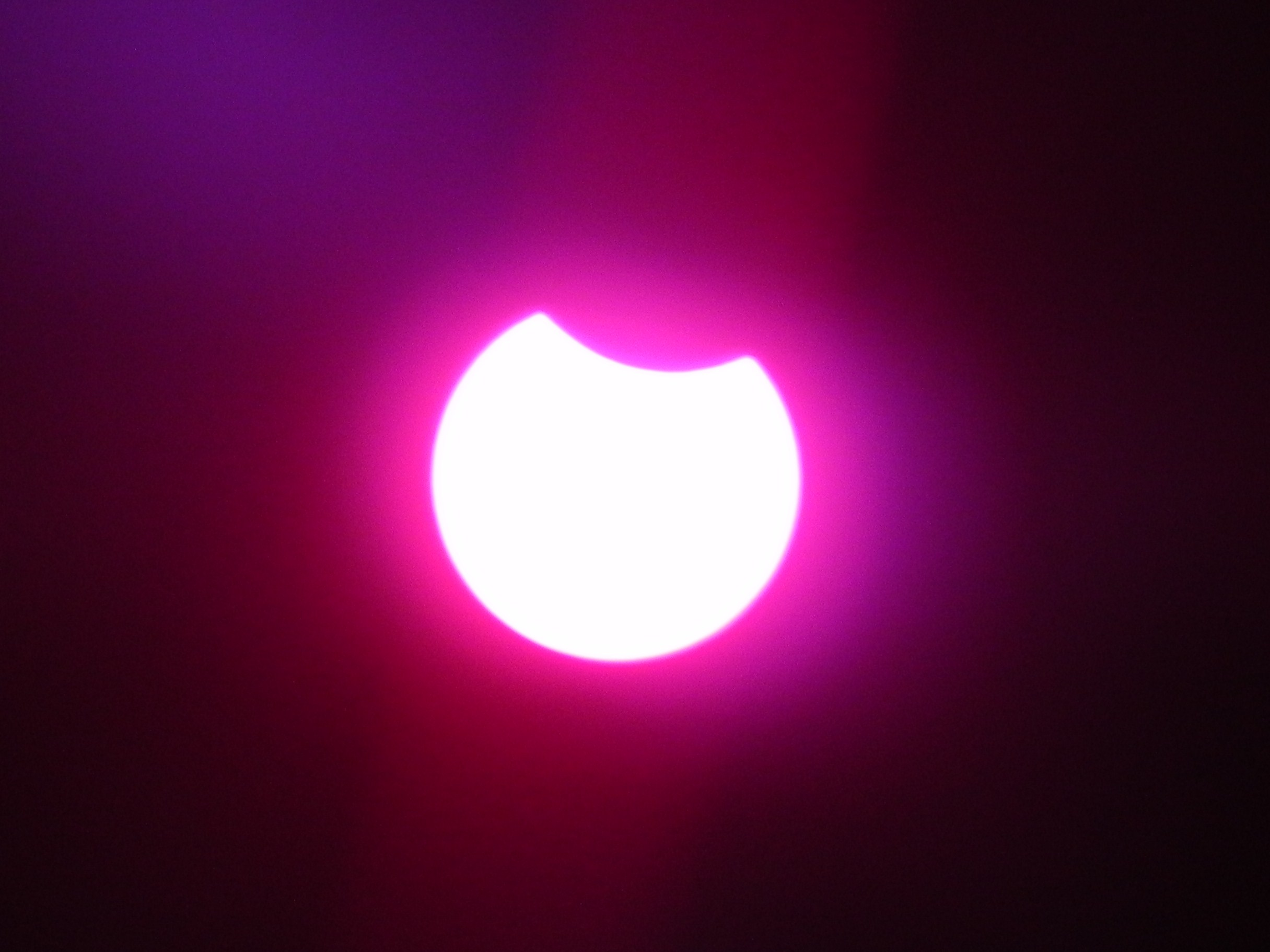
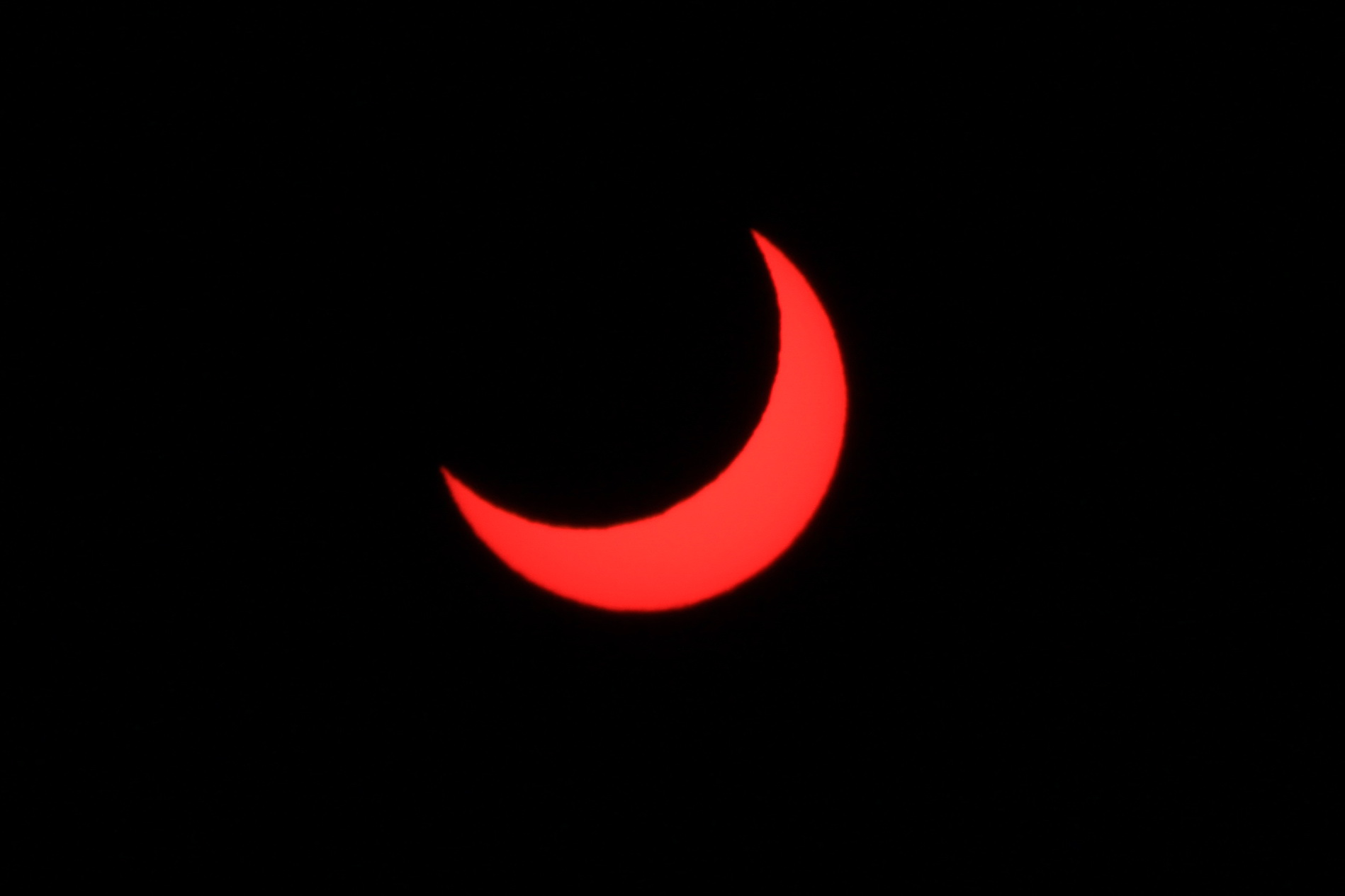
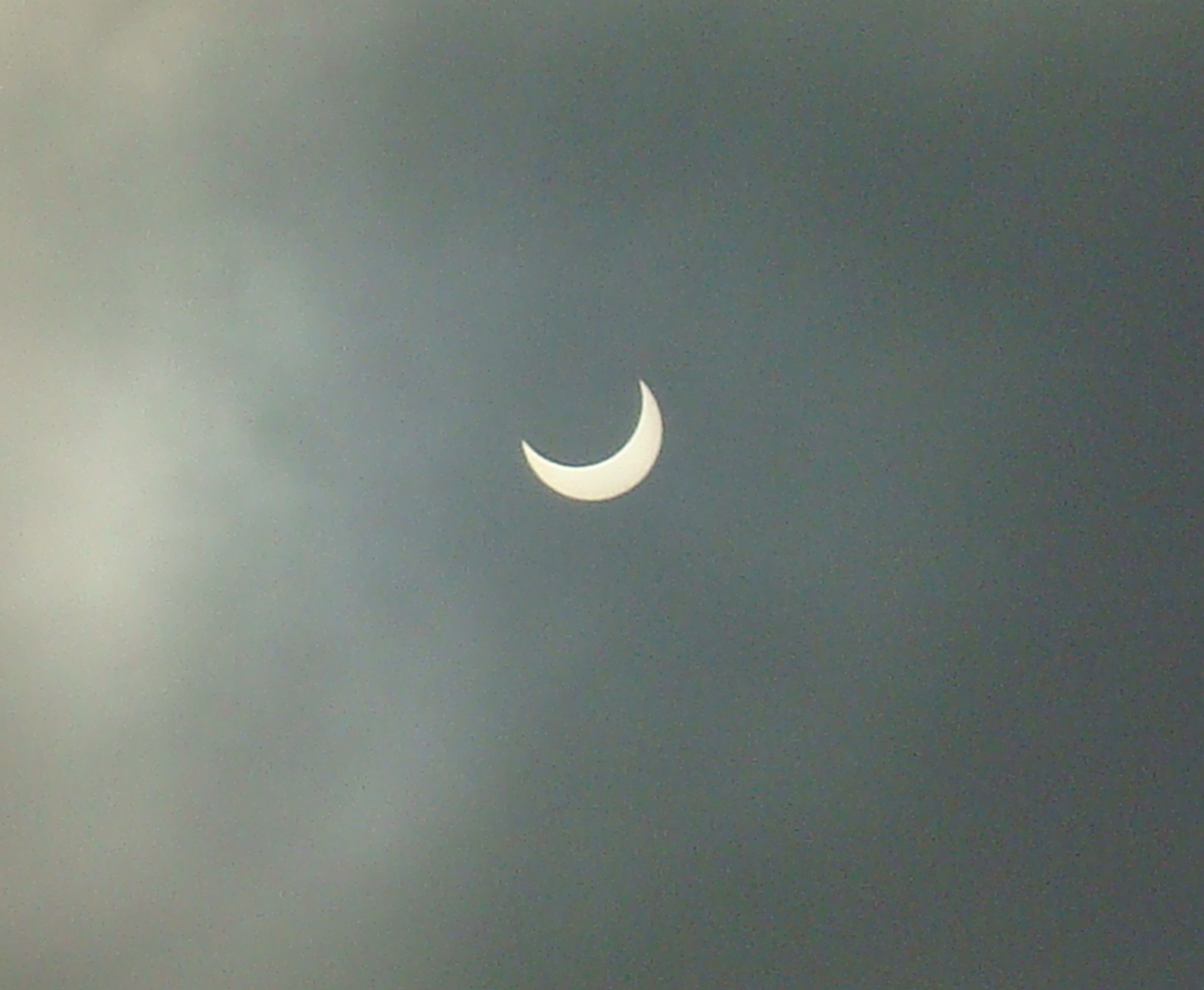
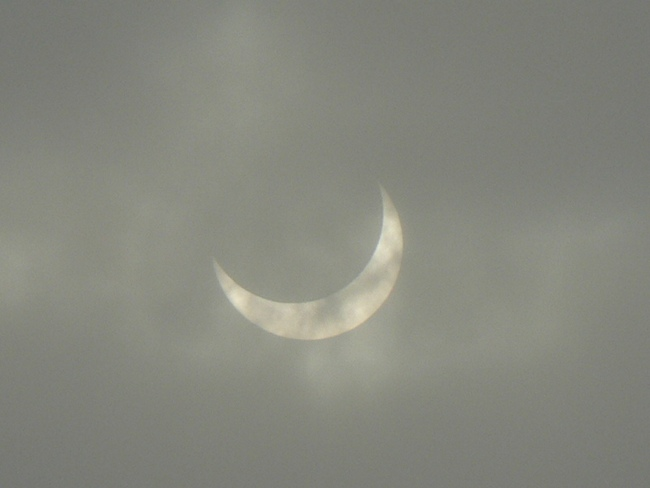
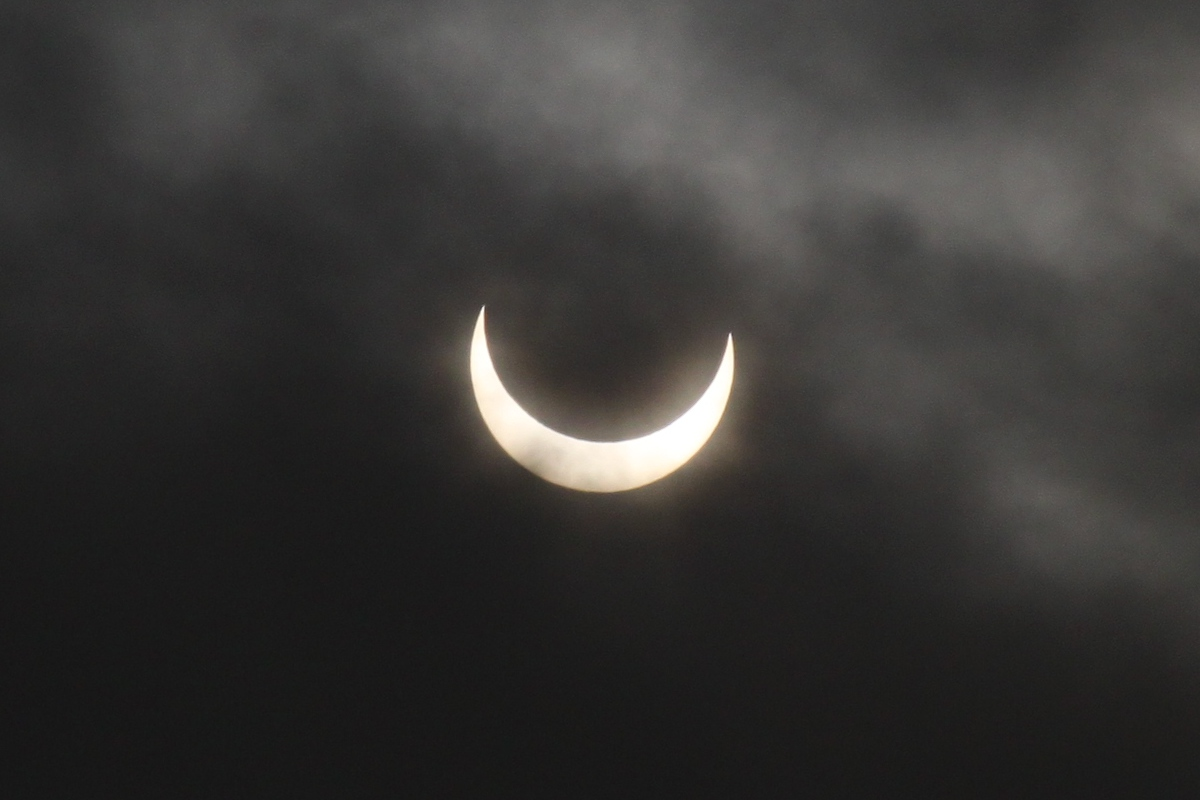
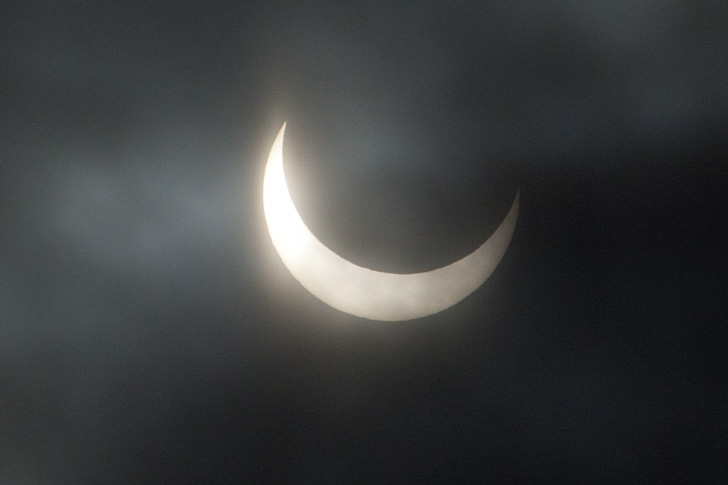
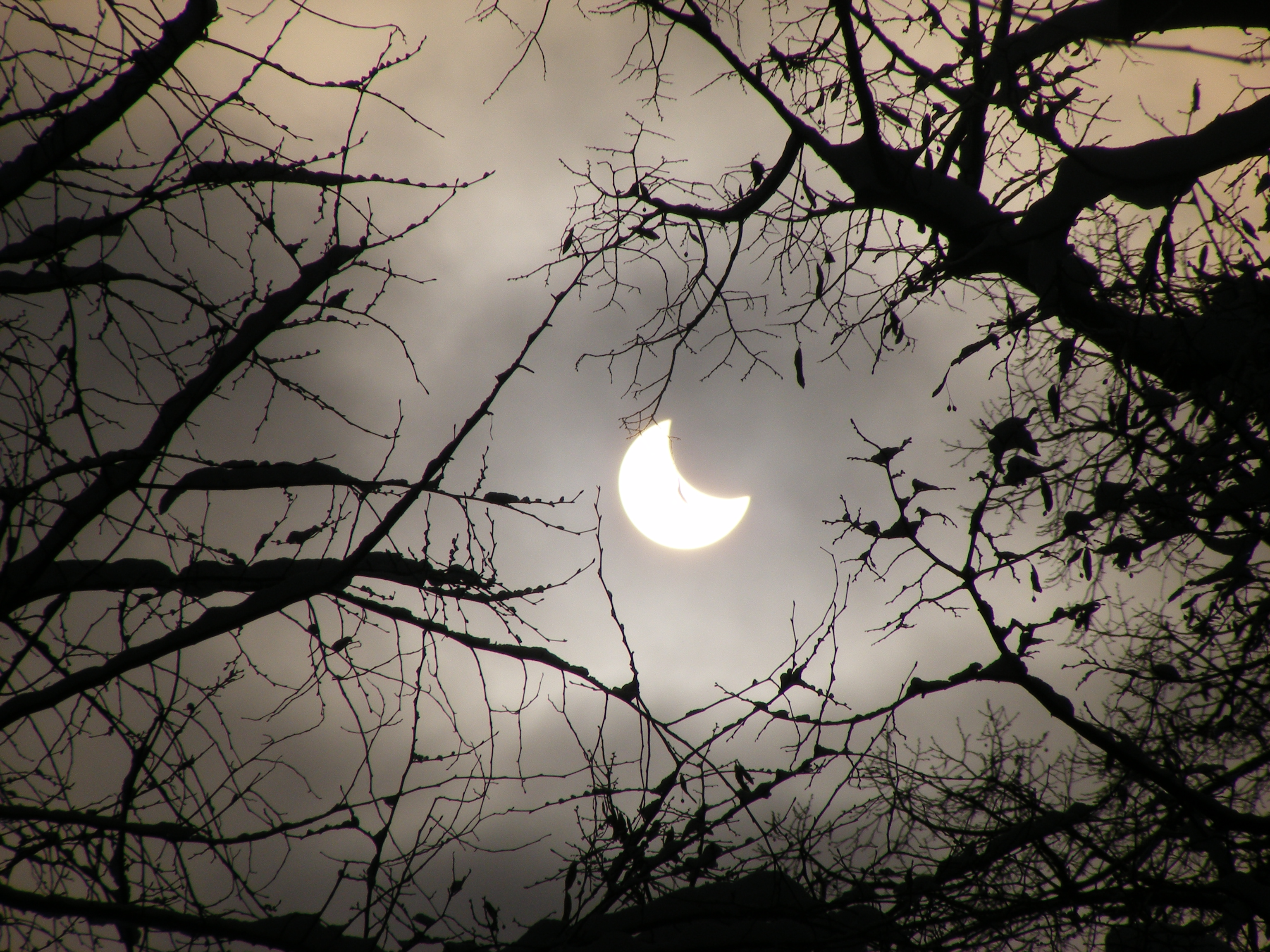
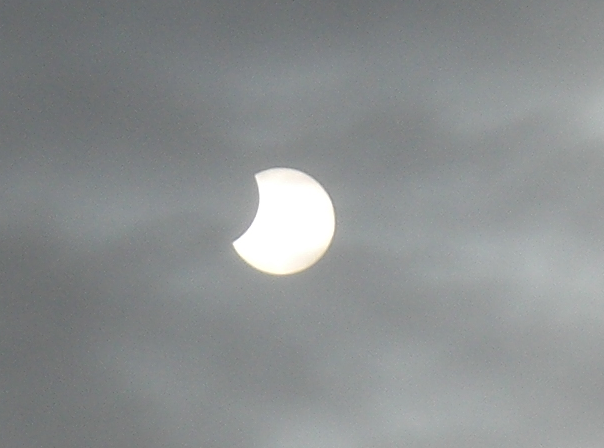
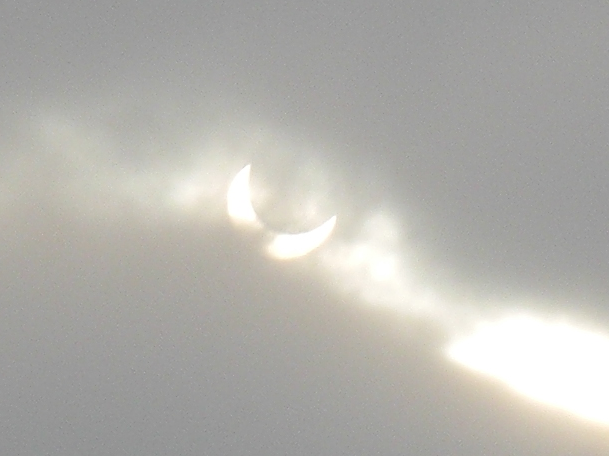
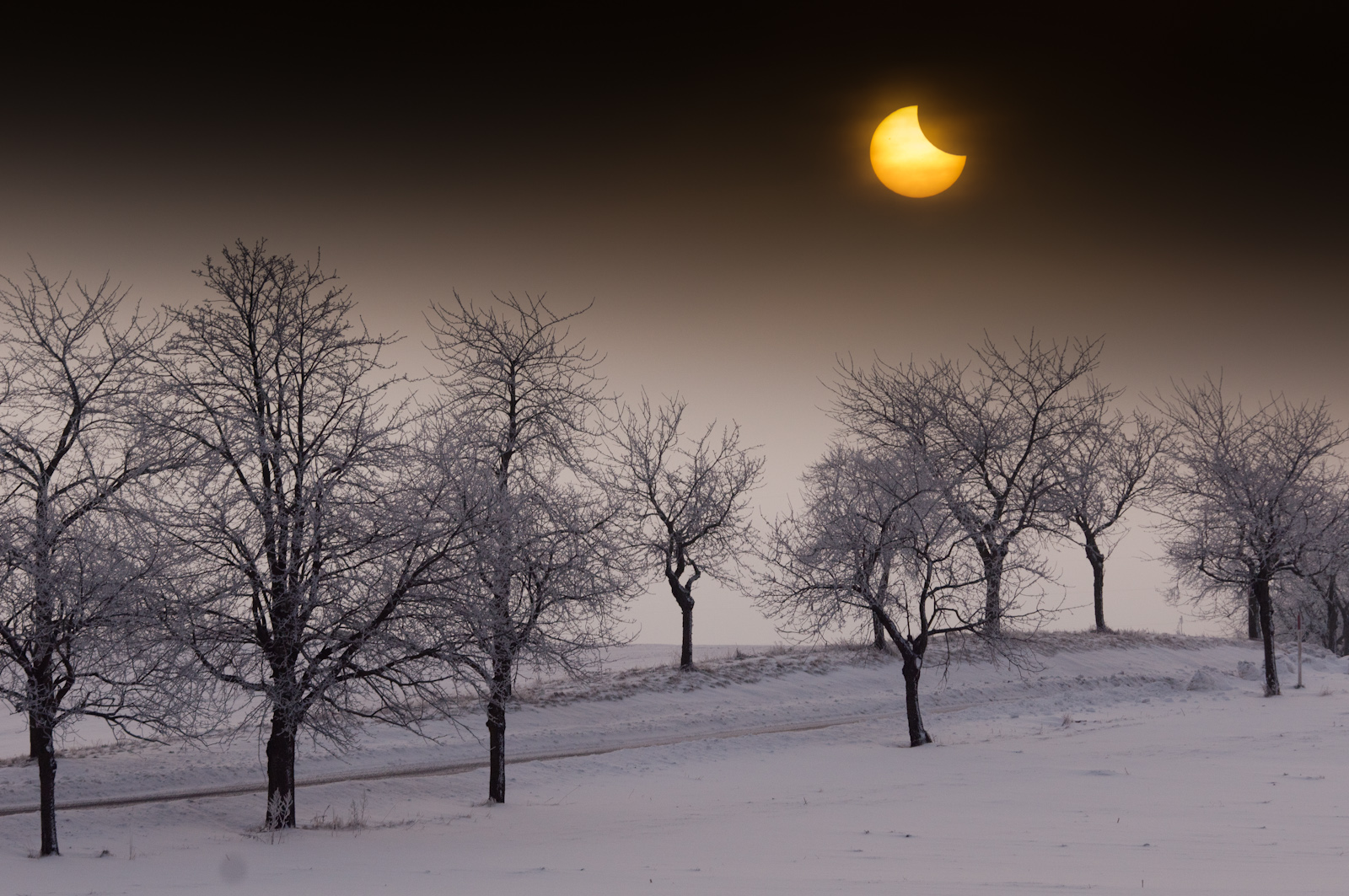